# Mouvement national-socialiste du Chili
Le Mouvement national-socialiste du Chili (en espagnol : Movimiento Nacional-Socialista de Chile, abrégé en MNSCH ou MNS) est un mouvement politique existant au Chili entre 1932 et 1938. Il est fondé par Carlos Keller (es) et Jorge González von Marées (es) et adopte pour idéologie le nazisme.
Parmi ses membres se trouve Miguel Serrano, ambassadeur du Chili en Inde.

## Historique

### Création et premières années
Le parti est fondé le 5 avril 1932 par trois hommes qui se font appeler le « commandement suprême » : l'avocat Jorge González von Marées (es), le sociologue et économiste Carlos Keller (es) et le général retraité Francisco Javier Diaz. Ils sont influencés par les idées du philosophe Oswald Spengler et par celles d'Adolf Hitler (uniformes, salut fasciste, troupes d'assaut),. Ils se dotent de troupes d'assaut — les TNA pour les hommes, les BFN (Brigades féminines nazies) pour les femmes, sur le modèle d'autres partis fascistes. Leurs milices sont chargées d'intimider des militants politiques de gauche et les syndicalistes dans la rue. 
Ils mettent en place plusieurs publications, comme le journal Trabajo, la revue Clamor et le magazine pour enfants Jota. Elles sont gérées par la société de l’Édition Nazie.
En 1932, il soutient le contre-coup d’État réactionnaire opposé à la mise en place de la république socialiste du Chili.

### Rôle politique
Les milices du mouvement, dirigées par des chefs à l'idéologie nazie, participent à la vague de violences de rue qui se développe, en parallèle de celles ayant lieu en Europe de l'Ouest.
En 1937, le mouvement apporte son soutien au général Carlos Ibáñez face à Pedro Aguirre Cerda et s'allie avec des partis socialistes ou agraires. 
Dans son manifeste publié le 26 mars 1937, il se revendique comme « démagogiquement anticapitaliste et antioligarchique » et affirme être opposé à la « « force démocratique » et pour une « authentique démocratie » ». Ses membres n'excluent pas le recours à la violence pour parvenir à leurs objectifs ; ils approuvent même son usage dans le cadre de « mouvements d'idées révolutionnaires ». Ils se donnent pour objectif officiel de « liquider le gouvernement ».
Lors des élections parlementaires de 1937, le MNS présente quatre candidats. Trois sont élus : Jorge González von Marées (es) à Santiago,  Fernando Guarello Fitz-Henry à Valparaíso et Gustavo Vargas Molinare à Temuco. Ils remportent 14 564 voix à l'échelle du pays,. En 1938, lors des élections municipales, 39 conseillers sont élus. La même année est fondée l'Alianza Popular Libertadora, qui présente Ibáñez comme candidat à l'élection présidentielle de 1938.

### Coup d’État avorté et répression du mouvement
Le 4 septembre 1938, une grande manifestation, la « Marche de la victoire », est organisée par le mouvement national-socialiste. Elle réunit au moins 100 000 personnes.
Le 5 septembre, le Mouvement national-socialiste organise un coup d’État en s'appuyant sur les milices armées qui le composent et certaines factions d'extrême droite au sein même de l'armée. Les putschistes s'emparent de plusieurs bâtiments importants de la capitale, Santiago : ils prennent en otage le recteur de l'université du Chili, font exploser des transformateurs qui alimentent la ville en électricité. Ils prennent aussi le contrôle des bâtiments de la Sécurité sociale, situés en face de La Moneda, et font une annonce publique à la radio, dans laquelle ils attaquent le président Arturo Alessandri Palma. 
Cependant, l'armée reprend la situation en main et utilise notamment l'artillerie pour déloger les putschistes, 62 militants sont tués dans les combats. Le MNS est marginalisé et ses soutiens conservateurs s'éloignent de lui ; il disparaît presque totalement. Plusieurs des personnes impliquées directement dans le coup d'État de 1973 ont cependant fait leurs armes au sein du MNS, comme le futur président du Parti national Sergio Gnofre Jarpa. Le diplomate Miguel Serrano rejoint l'organisation en 1938, après le coup d’État. 
Les sympathisants du parti se scindent en deux branches : l'Avant-garde populaire socialiste de Jorge González von Marées d'un côté, et le Parti national fasciste de l'autre. 

## Idéologie

### Identification au nazisme

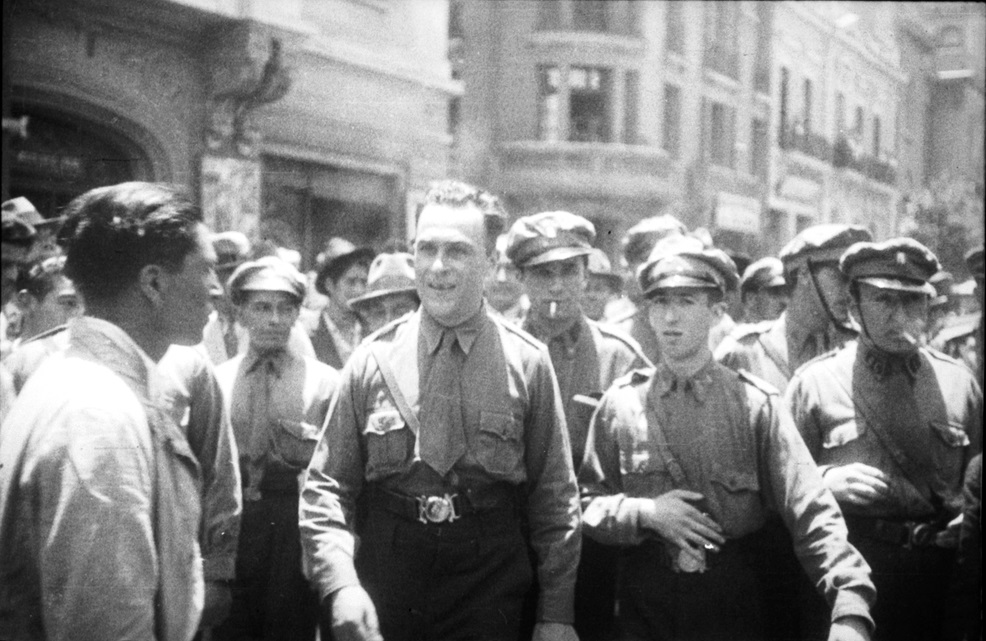
Jorge González von Marées (au centre) avec des membres de l'Avant-garde populaire socialiste (1940).

Son idéologie se fonde sur les doctrines corporatistes du Parti nazi allemand — avec la différence de ne pas accepter le racisme inhérent aux idées d'Adolf Hitler, puisque pour Jorge González von Marées il s'agit de « l'équivalent matérialiste de la lutte des classes impulsée par le marxisme et le consumérisme capitaliste », le fascisme italien et la conception idéologique portalésiste.   
Dans ses débuts, le parti se montre germanophile et est fortement influencé par l'idéologie national-socialiste allemande, en mettant l'accent sur l'antisémitisme. La presse du mouvement — financée grâce à la publicité des entreprises allemandes et des descendants d'Allemands installés au Chili — s'aligne sur l'Allemagne nazie et soutient la politique raciste et antisémite d'Adolf Hitler. Malgré cela, et contrairement au nazisme allemand, l'antisémitisme n'est pas une idéologie dominante dans le discours du MNS. Ces idées racistes et antisémites sont éliminées plus tard par González von Marées. Selon Carlos Keller, le mouvement est à l'origine intéressé par la mise en œuvre du programme original du NSDAP, traduit en espagnol par Francisco Javier Díaz — l'un des cofondateurs du MNS. Le Völkischer Beobachter, le journal officiel du parti unique, va jusqu'à faire l'éloge de Díaz, soulignant ses liens personnels et professionnels avec l'Allemagne et son dévouement à l'implantation de l'idéologie nationale-socialiste au Chili. Le MNS établit à l'époque des relations étroites avec l'Allemagne, recevant un soutien financier et en armement de la part du gouvernement allemand.   
Opposé au marxisme et au capitalisme transnational, le MNS considère le travail comme une valeur humaine fondamentale. Le parti se définit également comme antilibéral, antiparlementaire, anti-impérialiste, et socialiste non marxiste. Il prône la formation d'un État fondé sur le parti unique, l'autoritarisme, l'ordre, la hiérarchie et la justice sociale ainsi que l'union des classes sociales plutôt que la lutte des classes. Le parti défend l'expulsion des communistes et des étrangers du pays. Sur les questions sociétales, telles que les rôles des hommes et des femmes, le MNS défend des positions conservatrices. Par exemple, le mouvement définit le rôle des femmes sur la base de leur rôle biologique d'épouse et de mère. Il compte toutefois un nombre important de femmes parmi ses membres, alors qu'il est dirigé par des hommes.   
Selon Sofía Correa, « Il n'est pas correct de le placer simplement dans le camp des partis de droite. D'une part, ses contemporains ne le considéraient pas comme tel, et il se définissait lui-même comme étant de gauche [...] Ils rejetaient le capitalisme et le communisme ; ils se définissaient comme socialistes — parce qu'ils donnaient la primauté à l'État sur l'individu, comme nationalistes et comme corporatistes, parce qu'ils aspiraient à remplacer les partis politiques par des corporations sous le contrôle d'un État puissant. ».   

### Changement de ligne et opposition au nazisme
Cependant, en mars 1938, González prend ses distances avec le fascisme, critique les politiques de l'Allemagne nazie et s'en prend à la fois à la communauté allemande au Chili et aux Chiliens d'origine allemande. En outre, il se retourne contre le national-socialisme, qualifiant sa présence au Chili de « pénétration des pensées hitlériennes dans les colonies allemandes d'Amérique du Sud ». Les membres du mouvement d'origine allemande sont expulsés en raison de leur identification avec le national-socialisme allemand. González estime également que baptiser son mouvement « national-socialiste » était une erreur de sa part, et le parti déclare que ce nom a été choisi pour tenter de capitaliser sur le succès que le national-socialisme connait alors en Europe. Lui qui s'est d'abord déclaré antisémite s'éloigne finalement de cette idéologie. Le NSDAP/AO, l'organisation internationale du Parti nazi allemand, abandonne ses premiers contacts avec le MNS et critique le parti pour son rejet de l'antisémitisme.    
Cette prise de distance de González vis-à-vis du fascisme et du national-socialisme conduit en 1939 à la création de l'Avant-garde populaire socialiste (VPS). Malgré ce changement idéologique, certains nazis, comme Miguel Serrano, continuent à soutenir les idées d'Adolf Hitler. Par la suite, les anciens membres du MNS qui continuent à s'identifier au fascisme se regroupent au sein du Parti national fasciste (PNF).   